# Ушаков, Владимир Георгиевич
Владимир Георгиевич Ушаков (род. 1952) — математик, доктор физико-математических наук, профессор кафедры математической статистики факультета ВМК МГУ, заслуженный профессор МГУ.

## Биография
Окончил школу № 76 в Куйбышеве (1969). Поступил на механико-математический факультет МГУ (1969). Студент факультета вычислительной математики и кибернетики МГУ (1970—1974). Обучался в аспирантуре факультета ВМК МГУ (1974—1977).
Защитил диссертацию «Исследование приоритетных систем обслуживания с эрланговскими входящими потоками» на степень кандидата физико-математических наук (1977).
Защитил диссертацию «Аналитические методы исследования приоритетных систем обслуживания» на степень доктора физико-математических наук (1999). Присвоено учёное звание доцента (1990), профессора (2000). Заслуженный профессор МГУ (2009).
В Московском университете работает с 1977 г.: ассистент (1977–1988), доцент (1988–1998), профессор (с 1998) кафедры математической статистики факультета вычислительной математики и кибернетики. Заведующий лабораторией статистического анализа (с 1995).
Область научных интересов: теория массового обслуживания, аналитические методы теории вероятностей, стохастическая томография.
Подготовил 7 кандидатов наук. Автор более 80 научных работ.
Член редколлегии журнала «Тестирование в образовании».